# ファーソナ

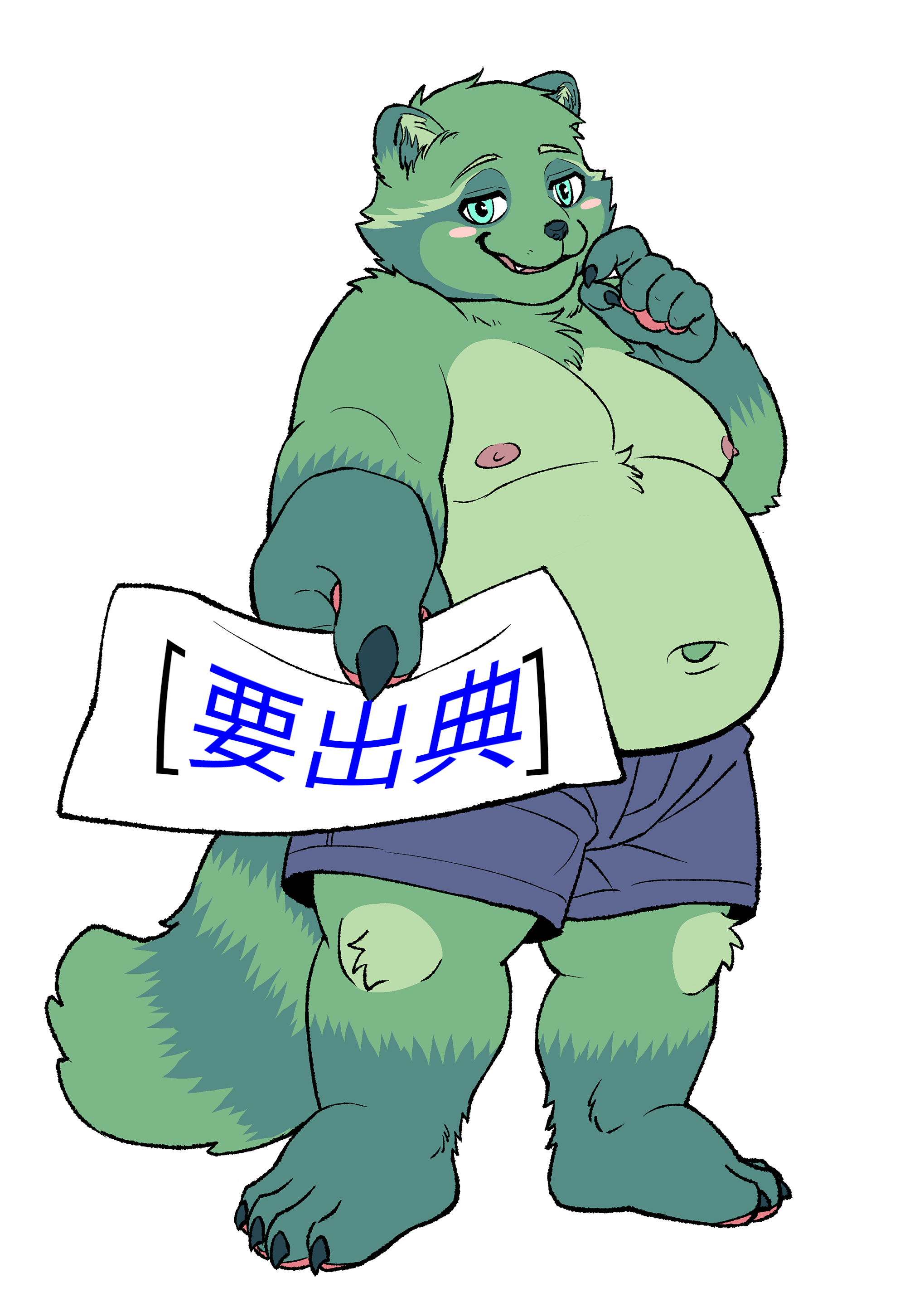
ファーソナの一例

ファーソナ(fursona)は、ファーリー・ファンダムの特定の人物と同一視される動物のキャラクターである。ファーソナという用語は、同ファンダムの所属人物を表すファーリーとペルソナのかばん語となっている。
擬人化研究プロジェクトでは、ほぼすべてのファーリーにファーソナが存在しているとし、書籍"The New Science of Narcissism"ではその比率を95％と推定している。擬人化研究プロジェクトはさらに、平均的なファーリーは生涯にわたって2.12体のファーソナを所持していると述べている。
ファーソナは、擬人化されたペルソナ、理想化された自分、肉付けされたロールプレイキャラクター、もしくは単にデジタルマスコットとして生成されていると考えられる。少数のファーソナは、ファーソナコミュニティに入りたい、もしくは既に入っていると見なしたいという願望を抱いている。
これらの人々はさらに、獣人または他の類人種として識別することができる。
各個人のファーソナは主にオンライン上で機能するが、ファーリー・コンベンションやその他の公共の場でも用いられることがある。自分のファーソナを直接演じるには、ファースーツを着ることが必要とする意見も存在する。 

## ウェブサイト
"This Fursona Does Not Exist"というWebサイトは、AIを使用してファーソナを作成する。

## 歴史
ファーソナという用語の正確な由来は不明だが、1990年代半ばまでにはファンダムで一般的になっていた。 (p18)

## 種類
名前に反して、毛皮(fur)を持たないモデル動物も存在し、架空の生き物がモデルとなったファーソナも存在する。
擬人化研究プロジェクトによると、最も一般的なファーソナは、オオカミやキツネ、イヌや大型ネコ、ドラゴンをモデルにしたものであるとされる。 :1 :50–74一方で、げっ歯類やウサギ、爬虫類、鳥や馬をモデルとしたファーソナはあまり使用されない他、 :50–74人間以外の霊長類が用いられる例もほとんど確認されない。 :2

## ファーソナの作成
ファーソナを作り出すという行為は、「ファーリー・ファンダムで最も普遍的な行動の1つ」と説明されている。 :57ある研究によると、ファーリーは他と区別するためのアイデンティティとしてファーソナを作成する傾向が存在するとされる。 :243
お気に入りの作品や神話に触発されたファーソナを使用しているファーリーは多いが、その中にも表向きには自分の内にあるイメージは反映されたものであるとしている人物も一定数存在する。 また、ファーリーの大多数は、特定の種を選択する理由として、実際の生態ではなく、人間が描く動物に抱くイメージを参考にすることが多い例えば、犬のファーソナは「忠実な」アバターであると見なされ、ウサギのファーソナは「きまぐれな」アバターであると見なされる。
一部のファーリーは、単純に選んだ種族と生来のつながりを持っていると述べている。極少数ではあるが、前世や守護霊がその種族であったり、本当はその動物として生まれるはずだったと信じているファーリーも存在する。これらの概念は、類人種や獣人の例と強く重なり合っている。  :64-
ファーソナの決定には長い時間がかかる場合がしばしばある。
調査では、対象となったファーリーの25~50％は、生涯にわたって複数のファーソナを持っており、約25％は、同時に複数のファーソナを持っていたと述べている。  :70通常、複数のファーソナを持つファーリーはファーソナについて、その分の自我を表しているとは見なしていないとはいえ、同じ自己の側面であることは示唆しており、おそらく異なる社会的文脈で自分自身を表現する方法に関連した存在であると見られている。さらに、ファーソナの要素は、時間の経過とともに変化、  極端な場合にはモデルとなる種族ごと変化する事例も存在する。
アート文化が一般的にファーリー・ファンダムの中心に存在するように、ファーソナの作成と表現においてもアートは重要な役割を果たしており、ファンダムの他のメンバーにファーソナのアートワークを依頼する事例も見られる。  (p17)

## 自己との関係
ジェイク・ダンは、ファーソナは自己感覚から切り離すことができないものであると主張し、実際に多くのファーリーは、真の自己存在を表す方法と見なしている。
平均的なファーリーは、BigFive性格特性における全ての観点でファーソナを高く評価しており、ファーソナを自らよりも望ましい特性を持ち、望ましくない特性が少ない存在であると捉えている。さまざまな研究者が、ファーソナが所有者の理想的なバージョンとして機能していることを示唆しており、  理想化された自己を投影することで、社会的不安を軽減していると考えられる。ダンはまた、最終的にこの理想化された特性が自己に組み込まれると主張している。一方で、S. E.  Roberts et alは、ファーソナは社会的に望ましくない形質を探索する安全な方法として役立つと仮定している。 
ファーリーはしばしば、自身のファーソナが固有的なものである非常に心配しており、自身のファーソナが「コピーされた」と感じてしまった際に自己感覚が不安定になる可能性が存在する。
ファーリーの中には、ファーソナを使用して性別や表現の概念化の追求を行っている例も存在する。一部のファーソナと所有者と性別、年齢、または性的指向が異なる場合があり、特に生時に割り当てられた身体的特徴と感覚が一致しない個人は、理想的な自分を表すファーソナを所有していることがしばしば見られる。